# くまちゃん (宇多田ヒカルのぬいぐるみ)
くまちゃん（Kuma Chang、本名：チャン・くま）とは、シンガーソングライター・宇多田ヒカル（以下「ひかるちゃん」）が所有するテディベア（くまのぬいぐるみ）。また、彼女が小道具として着用するくまの着ぐるみの名前でもある。

## ぬいぐるみのくまちゃん

### 出会い
2006年1月、23歳の誕生日にプレゼントされた大きなテディベア（くまのぬいぐるみ）を、ひかるちゃんは「チャン・くま」（以下「くまちゃん」）と名付けた。その由来はくまちゃん本人（“本熊”）によると自身が中国出身であり、お尻のタグに「made in china」と書かれていることにちなむとのこと。その後、くまちゃんはひかるちゃんのブログに頻繁に登場するようになり、旅行にも一緒に行くようになった。

### キャラクター設定
くまちゃんにはキャラクター設定があり、出身は前述の通り中国で、フランス語も話すなどとされる。男の子であり、ひかるちゃんによると実はゲイ（同性愛者）。ひかるちゃんが初めてくまちゃんに会った時に教えてくれたという。一人称は「ぼく」である。また、常にひかるちゃんに嫉妬しており、時にはひかるちゃんの大事な物を奪い「ぼくのだよっ あげないよっ」と言って返さずひかるちゃんを困らせている。

### 外見的特徴
鼻はトリュフチョコレート、腕はエビフライ、耳はコロッケにそれぞれ似た形をしており、ひかるちゃんはブログで「食べちゃいたいくらいかわいい」と述べている。その特徴は後述の『ぼくはくま』の歌詞にも一部反映されている。なお、体型については胴回り以外はドラえもんより一回り小さめとのこと。

### ぼくはくま
2006年10月から11月に、NHK『みんなのうた』で放送された『ぼくはくま』（作詞・作曲・歌／宇多田ヒカル）という童謡は、ひかるちゃんがくまちゃんとたわむれている際に着想を得た。この歌の主人公であるくまの男の子の名も「くまちゃん」である。このくまちゃんは商品化され、ひかるちゃんが描いたイラストがTシャツなどのキャラクターに用いられた。また2007年、子供を対象に、くまちゃんのデザインTシャツにマジックで色を付けて応募するオリジナルTシャツのコンテストが開催された。

NHKの『みんなのうた』テレビ放送では、曲に合わせた、くまのぬいぐるみ劇のアニメーションが放送された。このアニメーションに登場したくまの男の子の名前は「まくまくん」である。まくまくんは、2007年には続編『まくまくんのかいがいりょこう』も製作された。このまくまくんは商品化され、ぬいぐるみとなったり、絵本『ぼくはくま』と『まくまくんのかいがいりょこう』が刊行されたりした。

## 着ぐるみのくまちゃん
ひかるちゃんはくまの着ぐるみを撮影用に着用している。この着ぐるみも「くまちゃん」という名前である。なお、家の中での愛称は「ギガント」。最初に着用し公表したのは、音楽ソフト制作会社をくまちゃんの着ぐるみで訪問するという企画であった。この着ぐるみはデザイン重視のため、動きが緩慢で、歩幅も出ず、階段も登るのも困難であり、かつ自力で着脱はできない。そして着ぐるみの中のひかるちゃんは汗だくの上、酸素も薄く、前もよく見えない状態だったとしている。この着ぐるみの制作費はおよそ100万円だったといい、全てひかるちゃんの自腹で、あまりにも高額だったため請求書を見た途端に仰天したという。
楽曲『HEART STATION』のテレビCMにおいても、ひかるちゃんが着ぐるみを着用し、曲に合わせて踊った。このダンス（"PON PON Kumachan Version"）は、着信ムービーとして配信され、レコ直♪（レコチョク）では5日間連続でムービーチャート1位を獲得した。
また、楽曲『Goodbye Happiness』のPVにおいては、着ぐるみの頭だけを着用した。
さらに、くまちゃんの着ぐるみは、コンサート用のイメージ映像に、ひかるちゃんが演じて登場した。

## 影響
- ひかるちゃんはTwitterなどでのあいさつに、以下のようなくまの絵文字を用いている[22]。| 「 | くまぼんじゅーる“(`(エ)´)ﾉ彡☆ !! | 」 |
- ひかるちゃんが2006年にリリースしたCD『ぼくはくま』の一つのバージョンに、絵本『ぼんじゅーる! くまちゃん』（作・画／宇多田ヒカル）が付随した[23]。
- ひかるちゃんは『KUMA POWER』というひかるちゃんブランドを作った[24]。
- 2013年3月に開始されたひかるちゃんのFMラジオ（InterFM）の番組名は『KUMA POWER HOUR with Utada Hikaru』という[25][26]。
- 期間限定でひかるちゃんのコラボカフェを2度にわたってオープンした際、くまちゃんの絵が描かれた「カプくーま」なるカプチーノがメニューに登場した[27]。
- 2020年にリリースされた「Time」のミュージックビデオでは、ひかるちゃんがくまちゃんと抱擁するシーンが映っている[28]。
- 2024年4月、ひかるちゃんのデビュー25周年を記念した「くまちゃんARサイト」がオープンした。本企画のためにひかるちゃんは新たに23体のくまちゃんを描きおろした。